# ماري جي. إيفانز
ماري جي. إيفانز (بالإنجليزية: Mary G. Evans)‏ هي عالمة دين أمريكية، ولدت في 13 يناير 1891 في واشنطن العاصمة في الولايات المتحدة، وتوفيت في 12 أبريل 1966 في شيكاغو في الولايات المتحدة.
اشتهرت إيفانز بخدمتها كقسيسة في كنيسة المجتمع الأممي في شيكاغو لمدة 34 عامًا، من عام 1932 حتى وفاتها. كانت أول امرأة تحصل على درجة الدكتوراه في اللاهوت من جامعة ويلبرفورس.